# Брауи
Бра́уи (брагуи, брахуи, брагуйский язык) — язык брагуев. Распространён в сопредельных областях Пакистана, Ирана и Афганистана. Число говорящих на брауи не поддаётся точному определению, так как этнические брагуи тесно контактируют с белуджами, владеют белуджским языком и при опросах нередко называют себя белуджами. По наиболее вероятным оценкам, в начале XXI в. на брауи говорят не менее 1,5—1,6 млн человек в Пакистане, 150—200 тыс. человек в Иране и Афганистане. Предположительно несколько сотен брахуи проживает в Марыйской области Туркмении; правда, неясно, насколько они сохранили свой язык.
Брауи — один из дравидийских языков. Диалекты, насколько можно судить по имеющимся описаниям и текстам, выражены слабо.
Сохраняет все основные черты грамматической структуры дравидийских языков. Имеет агглютинативно-суффиксальное строение словоформ. Именные части речи различают 2 числа и 11 падежей. Грамматический род утрачен как у имён, так и у глаголов. В повелительном наклонении различается только число, в остальных наклонениях — также лицо. Форм времени (всегда синтетических) — 5 в изъявительном наклонении и 2 в потенциальном; в условном наклонении времена не различаются. Каждой личной форме глагола соответствует синтетическая же отрицательная. Конструкция предложения номинативная. Преобладает порядок слов «субъект + объект + предикат».
Лексика брауи изобилует заимствованиями из иранских (белуджский, персидский), арабского и индоарийских (сирайки, синдхи, урду, панджаби) языков. Но числительные «один», «два», «три», личные и указательные местоимения, образованные от основ последних обстоятельств слова и подавляющее число глаголов — исконно дравидийского происхождения.

## Теории происхождения
Тот факт, что другие дравидийские языки существуют только дальше к югу Индии, привел к нескольким предположениям о происхождении брауи. Есть три гипотезы относительно брауи, которые были предложены учёными.
- Одна из теорий гласит, что брауи — это реликтовое население дравидов, окруженное носителями индоиранских языков, оставшихся со времен, когда дравидийский был более распространен.
- Вторая теория состоит в том, что они мигрировали в Белуджистан из внутренней Индии в ранний мусульманский период XIII или XIV веков.
- Третья теория гласит, что брауи мигрировали в Белуджистан из Центральной Индии после 1000 года нашей эры.

Отсутствие какого-либо более древнего иранского (авестийского) влияния в брауи подтверждает эту последнюю гипотезу. Основной иранский вклад в словарь брауи — это северо-западный иранский язык, белуджи, синдхи и юго-восточный иранский язык, пушту. Однако брауи не имеют более высокого генетического родства с дравидийскими популяциями в Индии, чем другие соседние индоиранские пакистанцы. Учёные заключают, что это показывает, что хоть брауи и говорят на дравидийском языке, их дравидийский генетический компонент был полностью заменён индоиранскими носителями (предполагая, что брауи являются потомками предыдущей реликтовой популяции, чьи геномы были заменены, когда более поздние индоиранские носители прибыли в Южную Азию).
Но лингвистические находки и устные истории брауи говорят об обратном.
Соузворс (2012) считает, что язык брауи не принадлежит к дравидийской семье, но имеет общее происхождение с эламским языком (т. н. Загросская семья).

## Язык
Язык брауи — это дравидийский язык, хотя он находится очень далеко от Южной Индии. На нём в основном говорят в Калатских районах Белуджистана, Пакистана и на юге Афганистана, а также неизвестное очень небольшое число экспатриантов в государствах Персидского залива, Туркменистане и иранском Белуджистане.
Он имеет три диалекта:
1. Саравани (говорят на севере),
2. Джхалавани (говорят на юго-востоке)
3. Чаги (говорят на северо-западе и Западе)

Издание Ethnologue 2013 года сообщает, что здесь насчитывается около 4,2 миллиона носителей языка; 4 миллиона человек живут в Пакистане, в основном в провинции Белуджистан. Из-за своей изолированности лексика брауи является лишь на 15 % дравидийской, в то время как в остальной части преобладают белуджские и индоарийские языки (например, названия чисел от «одного» до «десяти», от «четырех» до «десяти»[уточнить] заимствованы из персидского языка). Брауи обычно записывается персидско-арабским шрифтом, и есть даже латинский алфавит, который был разработан для записи брауи.

## Письменность
Язык брауи долгое время не имел собственного алфавита и пользовался (со второй половины XVII в.) графикой урду. Первое оригинальное произведение на брауи — поэма «Тохват-ул-Аджаиб» («Дары чудес») Малика Дада (опубликована в Калатском ханстве во второй половине XVIII в.). Традиция книгопечатания прерывалась и возобновилась лишь в 1870-е годы. В городе Кветта с 1970-х гг. работает «Академия брауи», публикующая фольклорные записи, оригинальные сочинения поэтов и прозаиков на брауи. Выходят периодические издания на брауи, он изучается в Университете Белуджистана в Кветте.
В 2000-е годы для брауи Афганистана был разработан алфавит на арабской основе:
ا أ ء ب پ ت ٹ ث ج چ ح خ د ڈ ذ ر ڑ ز ژ س ش ص ض ط ظ ع غ ف ق ک گ ل ڷ م ن ں و ٶ ه ة ى ے.
В 2008 году в Пакистане был разработан алфавит брауи на основе латинского: b á p í s y ş v x e z ź ģ f ú m n l g c t ŧ r ŕ d o đ h j k a i u ń ļ.